# Grand trésorier de Suède
Le grand trésorier de Suède (riksskattmästare en suédois) est l'un des principaux officiers du royaume de Suède. Il est membre du Conseil du royaume de Suède (sv) et fait partie des cinq grands officiers du royaume (sv) au XVIIe siècle.

## Liste des Grands trésoriers de Suède
- 1602-1613 : Seved Svensson Ribbing (sv)
- 1615-1622 : Jesper Matsson Krus (sv)
- 1622-1634 : Jean-Casimir de Deux-Ponts-Cleebourg (jamais nommé officiellement)
- 1634-1652 : Gabriel Bengtsson Oxenstierna (sv)
- 1652-1660 : Magnus Gabriel De la Gardie
- 1660-1667 : Gustaf Bonde (sv)
- 1668-1669 : Seved Bååth (sv)
- 1672-1684 : Sten Nilsson Bielke (sv)